# Шанмуганатхан, Маникам
Маникам Н. Шанмуганатхан (англ. Manikam N. Shanmuganathan, ?, Ипох) — малайзийский хоккеист (хоккей на траве), защитник.

## Биография
Маникам Шанмуганатхан родился в малайзийском городе Ипох.
Играл в хоккей на траве за Перак и Селангор.
В 1956 году вошёл в состав сборной Малайи по хоккею на траве на Олимпийских играх в Мельбурне, занявшей 9-е место. Играл на позиции защитника, провёл 3 матча, мячей не забивал.
В 1964 году вошёл в состав сборной Малайзии по хоккею на траве на Олимпийских играх в Токио, поделившей 9-10-е места. Играл на позиции защитника, провёл 7 матчей, забил 1 мяч в ворота сборной Канады.